# Noailles, Marseille

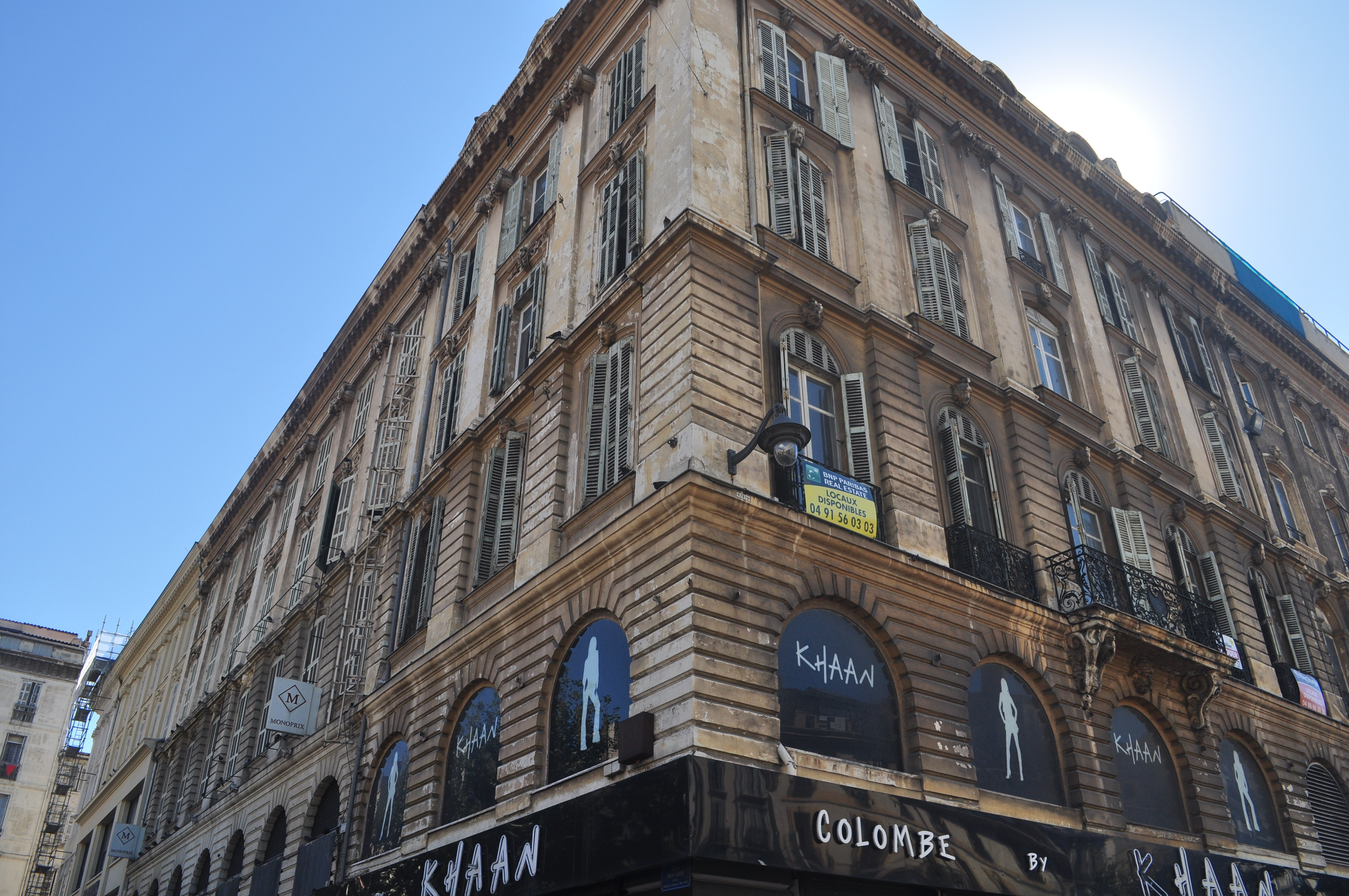
Kulturminnesmärkt fastighet på 40 la Canebière.

Noailles är en stadsdel (quartier, "kvarter") i 1:a arrondissementet i centrala Marseille, belägen söder om huvudgatan Canebière. Stadsdelen avgränsas av Canebière i norr, shoppinggatan Rue Saint-Ferréol i väster, Rue Grignan och Rue Estelle i söder och Cours Lieutard och Boulevard Garibaldi i öster.
I stadsdelen hålls den traditionella marknaden Marché des Capucins. Stadsdelen har många äldre butiker, främst inom livsmedelshandel.